# Kalleri, Belur
Kalleri là một làng thuộc tehsil Belur, huyện Hassan, bang Karnataka, Ấn Độ.